# Chosen Company
Chosen Company (попередньо також відома як 312-та шведська добровольча рота) — це добровольчий загін, який бере участь у Російсько-українській війні, на боці України. Її членами є добровольці з понад 31-єї країни, більшу частину з яких складають громадяни США.

## Історія
Рота була сформована на початку російського вторгнення в Україну у 2022 році, під назвою 312-та шведська добровольча рота. Рота була очолена шведським ветераном Едвардом Селандером Патріньяні до його смерті в бою 18 липня 2022 року. На початку 2023 року, рота була перейменована у Chosen Company, для кращої репрезентації мультинаціональної структури підрозділу, разом з чим її було доєднано до 59-тої окремо штурмової бригади України. Рота брала участь в українському контрнаступі 2023-ого року.
У 2024 році, німецький медик роти, Каспар Гросс, у його інтерв'ю Нью-Йорк таймс звинуватив членів групи у порушенні Женевської конвенції. За його розповідями члени Chosen Company, нібито, вбивали російських військовополонених. Він розповів про випадок, який стався у серпні 2023-ого року, коли тяжко-поранений, беззбройний російський солдат повз по окопу прохаючи про допомогу ламаною англійською та російською мовами. Один з членів Chosen Company зробив постріл у його груди. Після того як інші солдати помітили, що росіянин досі дихає та рухається, один з них зробив вирішальний постріл йому у голову. Незважаючи на твердження німця, його заяви були спростовані командувачем роти.
26 травня 2025 року заявили про припинення діяльності добровільного загону

## Структура
Станом на липень 2024-ого року структура роти є такою:
- 1-ий стрілецький взвод
- 2-ий стрілецький взвод
- 3-ій розвідувальний взвод
- 4-ий загін БПЛА
- 5-ий інженерний загін
- 6-ий взвод підтримки